# Serie B (1999/2000)
Rozgrywki Serie B w sezonie 1999/2000 były 68. edycją w historii włoskiej drugiej ligi.

## Uczestnicy
| Uczestnicy poprzedniej edycji                                                                                 | Uczestnicy poprzedniej edycji | Uczestnicy poprzedniej edycji | Uczestnicy poprzedniej edycji |
| --- | ----------------------------- | ----------------------------- | ----------------------------- |
| PES | Pescara                       | 5                             |                               |
| ATA | Atalanta                      | 6                             |                               |
| BRE | Brescia                       | 7                             |                               |
| TRV | Treviso                       | 8                             |                               |
| NAP | Napoli                        | 9                             |                               |
| RAV | Ravenna                       | 10                            |                               |
| CHV | Chievo Verona                 | 11                            |                               |
| GEN | Genoa                         | 12                            |                               |
| CES | Cesena                        | 13                            |                               |
| MON | Monza                         | 14                            |                               |
| TER | Ternana                       | 15                            |                               |
| COS | Cosenza                       | 16                            |                               |
| Spadek z Serie A 1998/1999                                                                                    |                               |                               |                               |
| SAL | Salernitana                   | 15                            |                               |
| SAM | Sampdoria                     | 16                            |                               |
| VIC | Vicenza                       | 17                            |                               |
| EMP | Empoli                        | 18                            |                               |
| Awans z Serie C1 1998/1999                                                                                    |                               |                               |                               |
| grupa A |                               |                               |                               |
| AVI | Alzano Virescit               | 1                             |                               |
| PST | Pistoiese                     | 51                            |                               |
| grupa B |                               |                               |                               |
| FER | Fermana                       | 1                             |                               |
| SAV | Savoia                        | 51                            |                               |
| Oznaczenia: - kolumna pierwsza – skróty nazw drużyn, - kolumna trzecia – miejsce zajęte w poprzednim sezonie. |                               |                               |                               |

Objaśnienia:
1. Pistoiese i Savoia wygrały baraże o awans do Serie B.

## Tabela
| Lp. | Drużyna             | M  | Z  | R  | P  | Bramki | Bramki | Różn. | Pkt | Uwagi                      | Bezpośrednio |
| --- | ------------------- | -- | -- | -- | -- | ------ | ------ | ----- | --- | -------------------------- | ------------ |
| 1   | Vicenza (M) (A)     | 38 | 20 | 7  | 11 | 69     | 45     | +24   | 67  | Awans do Serie A 2000/2001 |              |
| 2   | Atalanta (A)        | 38 | 17 | 12 | 9  | 51     | 34     | +17   | 63  | Awans do Serie A 2000/2001 |              |
| 3   | Brescia (A)         | 38 | 16 | 15 | 7  | 54     | 38     | +16   | 63  | Awans do Serie A 2000/2001 |              |
| 4   | Napoli (A)          | 38 | 17 | 12 | 9  | 55     | 44     | +11   | 63  | Awans do Serie A 2000/2001 |              |
| 5   | Sampdoria           | 38 | 17 | 11 | 10 | 45     | 40     | +5    | 62  |                            |              |
| 6   | Genoa               | 38 | 16 | 9  | 13 | 51     | 42     | +9    | 57  |                            |              |
| 7   | Salernitana         | 38 | 14 | 10 | 14 | 55     | 61     | −6    | 52  |                            |              |
| 8   | Treviso             | 38 | 13 | 12 | 13 | 56     | 48     | +8    | 51  |                            |              |
| 9   | Empoli              | 38 | 13 | 12 | 13 | 42     | 52     | −10   | 51  |                            |              |
| 10  | Ternana             | 38 | 11 | 16 | 11 | 45     | 47     | −2    | 49  |                            |              |
| 11  | Ravenna             | 38 | 11 | 15 | 12 | 41     | 39     | +2    | 48  |                            |              |
| 12  | Cosenza             | 38 | 11 | 15 | 12 | 36     | 41     | −5    | 48  |                            |              |
| 13  | Pescara             | 38 | 10 | 17 | 11 | 62     | 55     | +7    | 47  |                            |              |
| 14  | Monza               | 38 | 9  | 20 | 9  | 45     | 46     | −1    | 47  |                            |              |
| 15  | Chievo Verona       | 38 | 11 | 14 | 13 | 48     | 53     | −5    | 47  |                            |              |
| 16  | Pistoiese1 (B)      | 38 | 13 | 10 | 15 | 39     | 43     | −4    | 45  | Baraże o utrzymanie        |              |
| 17  | Cesena (B)          | 38 | 8  | 21 | 9  | 47     | 45     | +2    | 45  | Baraże o utrzymanie        |              |
| 18  | Alzano Virescit (S) | 38 | 10 | 12 | 16 | 39     | 51     | −12   | 42  | Spadek do Serie C1         |              |
| 19  | Savoia (S)          | 38 | 6  | 11 | 21 | 36     | 62     | −26   | 29  | Spadek do Serie C1         |              |
| 20  | Fermana (S)         | 38 | 6  | 11 | 21 | 36     | 66     | −30   | 29  | Spadek do Serie C1         |              |

## Baraże o utrzymanie w Serie B
| 15 czerwca 2000 | Pistoiese | 3:1 | Cesena |  |
| ?               |           |     |        |  |

| 18 czerwca 2000 | Cesena | 1:0 | Pistoiese |  |
| ?               |        |     |           |  |

Zwycięzca: Pistoiese